# Zach Tom
Zachary Miskom Tom (Prairieville, Luisiana, 26 de marzo de 1999) más conocido como Zach Tom, es un jugador profesional estadounidense de fútbol americano que se desempeña en la posición de lineman en Green Bay Packers, en la National Football League (NFL).

## Carrera
Fue seleccionado en la cuarta ronda en la Reunión Anual de Selección de Jugadores de la NFL de 2022. Hizo su debut profesional con el equipo Green Bay Packers, donde lleva jugando dos temporadas.